# Giulio Ossequente
Giulio Ossequente (in latino Iulius Obsĕquens; Roma?, IV secolo – ...) è stato uno storico romano.

## Biografia
Nulla si sa della sua vita, a partire dall'epoca della sua fioritura, che, per ragioni stilistiche, è stata collocata all'inizio del III secolo, mentre altri lo hanno inserito nel IV. Il suo stesso nomen riconduce alla gens Iulia e, di conseguenza, alla città di Roma, mentre resta oscuro il cognomen Obsequens.

## De prodigiis
Nella sua opera, Libro dei Prodigi (De prodigiis), Ossequente descrive eventi anomali avvenuti a Roma e nei suoi domini, definiti prodigia, tutti tratti da Tito Livio o forse da una sua successiva epitome. L'opera si inserisce nella tendenza alle epitomi, tipica del IV secolo, con autori come Eutropio o Ampelio, al quale ultimo Ossequente può essere accostato per la focalizzazione monografica della sua epitome liviana.
La parte del libro di Ossequente che comprendeva i primi secoli di Roma è perduta e ciò che rimane si estende dal consolato di Lucio Scipione e Gaio Lelio a quello di Paolo Fabio e Quinto Elio, vale a dire dall'anno 190 a. C fino all'anno 11 a.C. Comunque, ci sono altre lacune nella seconda parte.
di pietre caduta nel Piceno e per i fuochi
scaturiti dal cielo in molti luoghi che,
accompagnati da un leggero vento,
bruciarono le vesti di numerose persone.
Il tempio di Giove nel Campidoglio
fu colpito da un fulmine. In Umbria
un ermafrodito di circa dodici anni fu
scoperto e soppresso per ordine degli
aruspici. I Galli, che attraversando le
Alpi erano entrati in Italia, furono espulsi
senza combattere […] Una furiosa
tempesta produsse gravi danni in Roma:
abbatté statue di bronzo sul Campidoglio […] Nell'allestimento di un lettisternio
le statue divine girarono la testa in
conseguenza del terremoto: il piatto dei
cibi insieme al coperchio apparecchiato
dinnanzi a Giove cadde dalla mensa
e i topi rosicchiarono delle olive […]
A Lanuvio un oggetto fu visto di notte
brillare nel cielo. Molti edifici a Cassino
vennero distrutti da fulmini e per alcune
ore fu visto il sole di notte. A Teano
Sidicino nacque un bimbo con quattro
mani e altrettanti piedi. Dopo
la cerimonia di lustrazione vi fu infine
pace a Roma. A Cere nacque un
maiale con mani e piedi umani e così
bambini quadrumani e quadrupedi.
A Foro Esino una fiamma, uscita dalla
bocca di un bue, non lo ferì […]
Un uccello incendiario e un gufo furono
visti a Roma. Nel carcere delle latomie un
uomo divorò un altro uomo […] Molte
migliaia di persone morirono a causa
dell'ingrossamento e dell'esondazione
del Po e del lago di Arezzo. Piovve latte
per due volte. A Norcia furono partoriti
due gemelli da una donna libera: una
bambina con tutte le membra integre
e un bambino col ventre aperto davanti,
sicché potevano scorgersi le viscere
scoperte, dietro privo dell'orifizio anale:
morì subito dopo aver emesso un gemito.»
Il libro contiene molti avvenimenti insoliti, comebimbi nati con quattro braccia, buoi parlanti, sangue che fuoriesce dal terreno, foreste possedute (quando Mitridate VI del Ponto dà fuoco a un bosco sacro agli dèi maligni, viene udita riecheggiare una strana risata), piogge di sangue, di terra, e numerosi altri prodigi.
L'opera è scritta in uno stile semplice e puro, con una narrazione vivace, spedita, con chiari sviluppi e riflessioni, utile anche per aver riportato alcuni fatti dei quali nessun altro autore ha mai parlato e con grande attenzione alla paradossografia anche antropologica.

## Edizioni
- Giulio Ossequente, Il libro dei prodigi (con i "supplementi" di Corrado Licostene), a cura di Solas Boncompagni, Roma, Edizioni Mediterranee, 1992. ISBN 88.272.0027.4
- (LA, IT) Giulio Ossequente, Prodigi, introduzione e testo di Paolo Mastandrea, traduzione e note di Massimo Gusso, Milano, Mondadori, 2005, ISBN 88-04-53793-0.